# Fashionable Fakers
Fashionable Fakers er en amerikansk stumfilm fra 1923 af William Worthington.

## Medvirkende
- Johnnie Walker som Thaddeus Plummer
- Mildred June som Clara Ridder
- George Cowl som Creel
- J. Farrell MacDonald som Pat O'Donnell
- Lillian Lawrence som Mrs. Ridder
- Robert Balder som Mr. Carter
- George Regas som A. Turk